# Gynacantha incisura
Gynacantha incisura là loài chuồn chuồn trong họ Aeshnidae. Loài này được Fraser mô tả khoa học đầu tiên năm 1935.